# Arturo Ruffa
Arturo Ruffa (San Miguel de Tucumán, 25 dicembre 1926 – Córdoba, ottobre 2004) è stato un cestista e allenatore di pallacanestro argentino.

## Carriera
Con l'Argentina ha disputato 2 partite alle Olimpiadi di Londra 1948, classificandosi al 15º posto.